# Risikocontrolling
Risikocontrolling (auch: risikoorientiertes Controlling) ist ein betriebswirtschaftliches Themengebiet an der Schnittstelle von Risikomanagement und Controlling.

## Hintergrund
Ursprünglich wurde der Begriff Risikocontrolling (Finanzrisikocontrolling) in Zusammenhang mit Handelsabteilungen in Kreditinstituten verwendet. Risikocontrolling wird dabei gemäß der „Verlautbarung über Mindestanforderungen an das Betreiben von Handelsgeschäften der Kreditinstitute“ des Bundesaufsichtsamt für das Kreditwesen aus dem Jahre 1998 als „System zur Messung und Überwachung der Risikopositionen und zur Analyse des mit ihnen verbundenen Verlustpotentials“ verstanden, während das Risikomanagement für die eigentliche Steuerung der Risikopositionen zuständig ist.
Seit den handels- und aktienrechtlichen Änderungen durch das KonTraG im Jahre 1998 hat auch in Nicht-Finanzunternehmen eine umfangreiche Auseinandersetzung mit dem Risikocontrolling als Aufgabenbereich und Institution eingesetzt.

## Gegenstand
Die Abgrenzung der Themengebiete Risikomanagement, Risikocontrolling und Controlling erfolgt in Forschung und Praxis recht uneinheitlich. Das Kompositum „Risikocontrolling“ ähnelt „Bindestrich-Controlling-Begriffen“ und ist aus dieser Perspektive als ein auf das Risiko bezogenes Controlling zu verstehen. In der Praxis und im Schrifttum wird das Risikocontrolling in Nicht-Finanzunternehmen i. d. R. als Teilgebiet des Controllings gesehen. Entsprechend existieren in der betriebswirtschaftlichen Literatur einige Risikocontrolling-Ansätze, die sich mehr oder weniger an akademischen Controlling-Konzeptionen orientieren.
Die dem Risikocontrolling in der Unternehmenspraxis und im Schrifttum zugeordneten Aufgabengebiete umfassen z. B. die Einrichtung und den Betrieb von Risikoberichtssystemen sowie die Risikobewertung einschließlich der Risikoaggregation. Die Risikocontrolling-Aufgaben werden in der Regel von Controllern wahrgenommen.
Als spezieller Gegenstand des Risikocontrollings kann die monetäre Abbildung und Kommunikation von Unternehmensrisiken mithilfe einer Risikorechnung angesehen werden.